# Штајна (Саксонија)
Штајна (њем. Steina) општина је у њемачкој савезној држави Саксонија. Једно је од 63 општинска средишта округа Бауцен. Према процјени из 2010. у општини је живјело 1.779 становника. Посједује регионалну шифру (AGS) 14625580.

## Географски и демографски подаци
Штајна се налази у савезној држави Саксонија у округу Бауцен. Општина се налази на надморској висини од 337 метара. Површина општине износи 12,5 km². У самом мјесту је, према процјени из 2010. године, живјело 1.779 становника. Просјечна густина становништва износи 142 становника/km².